# کوچه‌باغ (محله)
کوچه‌باغ، نام یکی از محلات قدیمی شهر تبریز است. این محله از سمت شمال به قره‌آغاج، از سمت جنوب به کوی فیروز، از سمت شرق به گجیل و از سمت غرب به آخونی محدود شده‌است.
میدان اصلی محله، مقابل مسجد قدیمی «میرمحمدعلی» است. بنابه تصریح درویش کربلایی حسین در ذکر مرقد و مزار مغربی تبریزی، محلهٔ کوچه‌باغ در سابق ظاهراً جزء محلهٔ نوبر به‌شمار می‌فته‌است. البته احتمال دارد که این کوچه‌باغ، ارتباطی به کوچه‌باغ امروزی که خود، محله‌ای جداگانه است، با شرحی که در بالا داده شد، نداشته و کوچه‌ای از کوچه‌های محلهٔ نوبر بوده‌است.
امروزه این محله به دسته‌های بزرگ و پرشور عزاداری ماه محرم در سطح شهر زبانزد است. کوچه باغ دارای بیش از ده مسجد می‌باشد که معروف‌ترین آن‌ها مسجد حاج آقابالا، آقا میرمحمدعلی، حاج قیمعلی، الله وردی‌خان و حاج اسد می‌باشد. مسجد الله وردی خان در سال نود به عنوان میراث فرهنگی باقیمانده از دوران قاجار ثبت ملی گردید. در نزديكی این مسجد حمامی نيز وجود داشته كه اكنون تغيير كاربری داده است.
کوچه‌های مشهور این محله عبارتند از قاسم بویاق‌چی، باغ دربندی، زرگرلر دربندی، سرچشمه ،شاه رضا،احمدآباد، حمام دربندی و طالار.
از خاندان‌های قدیمی این محله می‌شود به خانواده‌هایی هم چون امانی قدیم، مسگر، امانت، مشگین باغ، صابون‌چی،دقیق ، اورنگ پور،کاردان کوچه باغی و چائی کوچه‌باغی اشاره کرد. حاج میرزا محمد کاردان کوچه باغی از علمای مشهور کوچه باغ به شمار می‌روند. وجود چندین چشمه در قدیم که اکنون نام برخی مناطق کوچه باغ با نام چشمه شناخته می شود مانند گول باشی.
== آثار تاریخی
- مسجد قدیمی «الله وردی خان» (معروف به مسجد خان)